# Ina Seidel
Ina Seidel (Halle, 15 de septiembre de 1885 - Ebenhausen, Munich, 3 de octubre de 1974) fue una poetisa, narradora y ensayista alemana.
Escribió poesía (especialmente baladas), ensayo y sobre todo novelas históricas como El hijo del destino (Das Wunschkind), sobre las guerras napoleónicas o El laberinto (1922). También cultivó la literatura infantil. Fue amiga del poeta Gottfried Benn y del filólogo Victor Klemperer. Su primo y luego marido, Heinrich Wolfgang Seidel, también fue escritor.

### Implicaciones y arrepentimientos
Supuestamente coaccionada por las circunstancias, Seidel se unió al grupo de escritores participantes en “Los poetas alemanes rinden homenaje al Führer”, con motivo del 50 cumpleaños de Hitler el 20 de abril de 1939. Sus palabras, de las que después haría público rechazo en su última novela Michaela (1959), contenían párrafos como estos:

«Nosotros, hermanos de la generación que nacimos de sangre alemana en el último tercio del siglo pasado, ya hacía tiempo que nos habíamos convertido en padres de la juventud actual de Alemania antes de que pudiéramos sospechar que entre miles de nosotros había alguien sobre cuya cabeza estaba el poder cósmico. Las corrientes del destino alemán se estaban reuniendo, para acumularse misteriosamente y comenzar de nuevo el ciclo en un orden imparable y poderoso. [...] Como alemanes, como padres y madres de la juventud y del futuro del Reich, hoy sentimos que nuestro esfuerzo y nuestro trabajo están absorbidos con gratitud y humildad en el trabajo del elegido de la generación: en el trabajo de Adolf Hitler».
 [Wir Mitgebornen der Generation, die im letzten Drittel des vergangenen Jahrhunderts aus deutschem Blut gezeugt wurden, waren längst Eltern der gegenwärtigen Jugend Deutschlands geworden, ehe wir ahnen durften, daß unter uns Tausenden der Eine war, über dessen Haupte die kosmischen Ströme deutschen Schicksals sich sammelten, um sich geheimnisvoll zu stauen und den Kreislauf in unaufhaltsam mächtiger Ordnung neu zu beginnen. [...] Dort, wo wir als Deutsche stehen, als Väter und Mütter der Jugend und der Zukunft des Reiches, da fühlen wir heute unser Streben und unsre Arbeit dankbar und demütig aufgehen im Werk des einen Auserwählten der Generation – im Werk Adolf Hitlers].